# Egill Reimers
Pour les articles homonymes, voir Reimers.
Egill Reimers est un architecte et un skipper norvégien né le 18 juillet 1878 à Bergen et mort le 11 novembre 1946 à Bergen.

## Biographie

### L'architecte

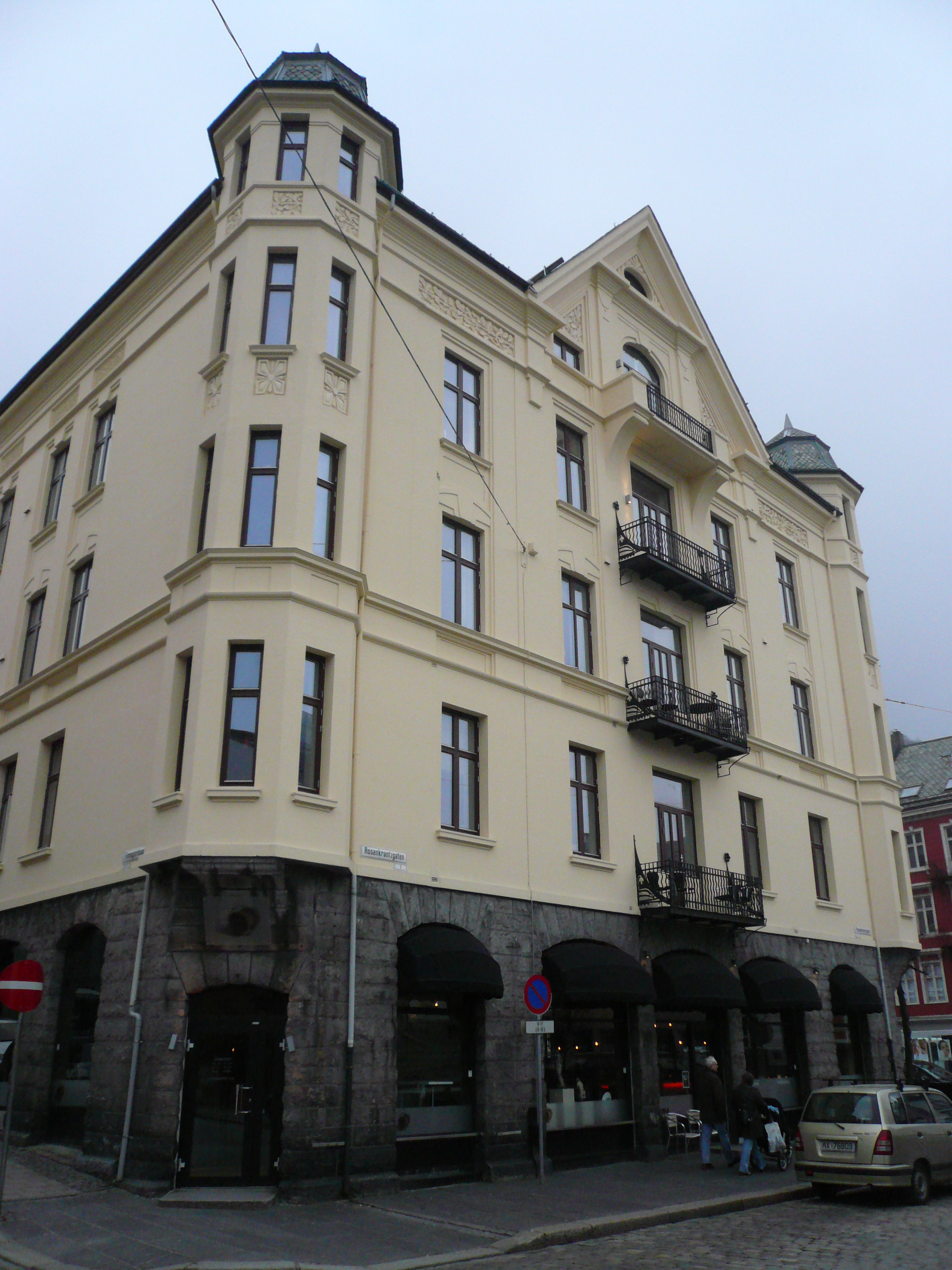
Bygården i Vetrlidsallmennigen

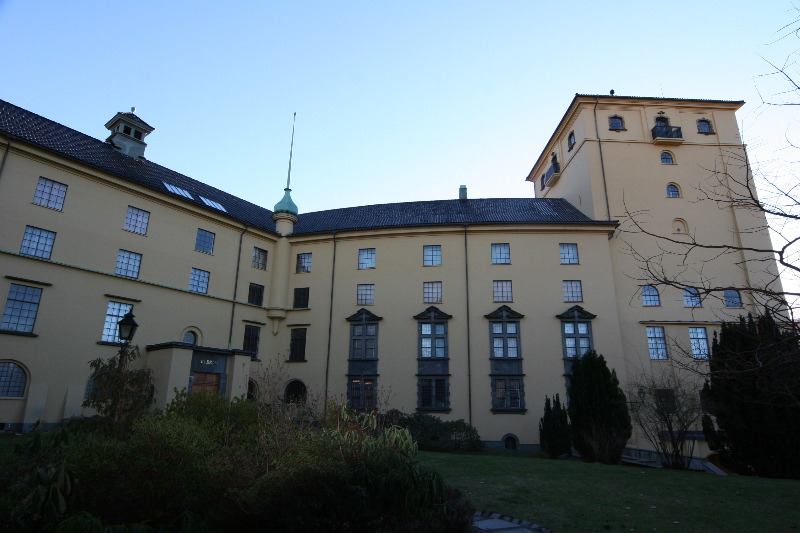
Le musée d'histoire

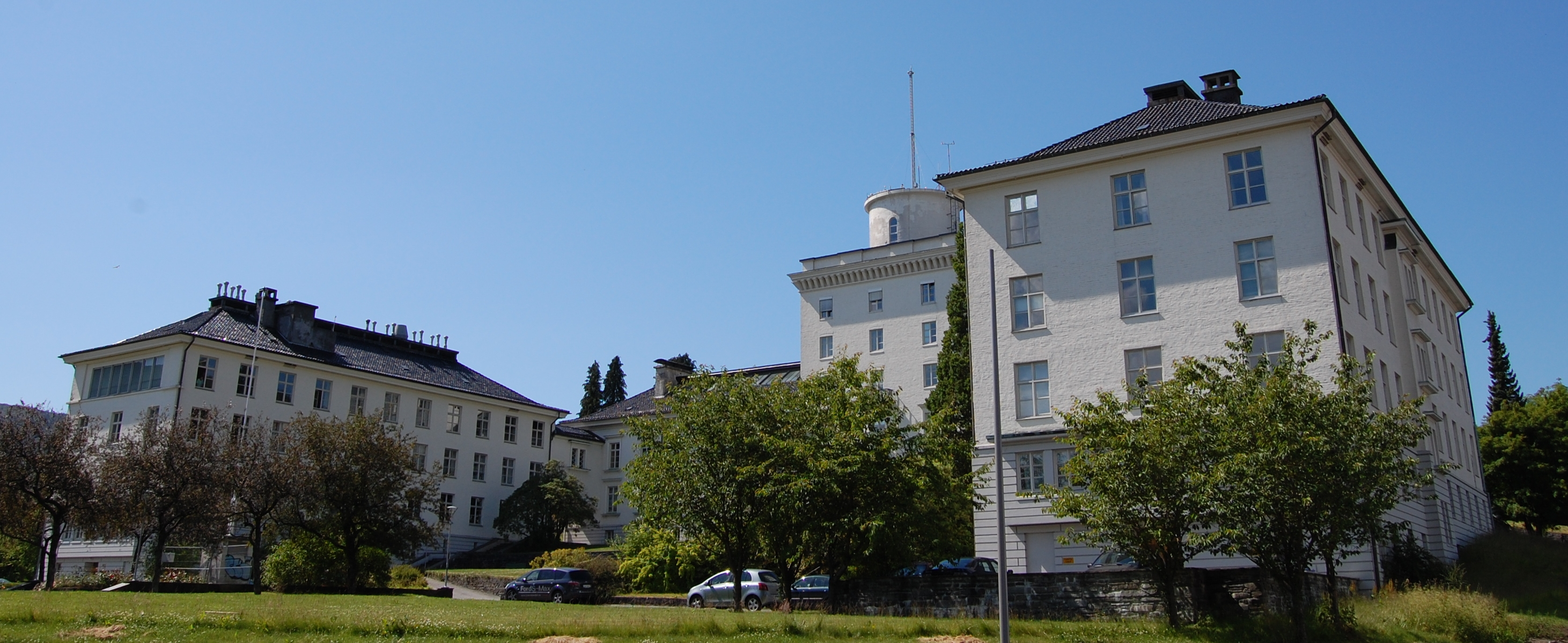
L'institut de géophysique

Egill Reimers est un des architectes qui a le plus marqué Bergen dans la première partie des années 1900.
Parmi ses principales réalisations, on compte :
- Bygården i Vetrlidsallmennigen
- Le musée d'histoire de Bergen
- L'Institut géophysique de l'université de Bergen

### Le champion olympique de voile
Egill Reimers participe sur le Heira II à l'épreuve de 12 mètres classe 1919 aux Jeux olympiques d'été de 1920 et remporte la médaille d'or olympique.